# Posidonies de la côte palavasienne
Posidonies de la côte palavasienne este o arie protejată (sit de importanță comunitară — SCI) din Franța întinsă pe o suprafață de 11.119 ha, integral marine.

## Localizare
Centrul sitului Posidonies de la côte palavasienne este situat la coordonatele 43°29′19″N 3°54′51″E / 43.48857°N 3.91414°E.

## Înființare
Situl Posidonies de la côte palavasienne a fost declarat arie specială de conservare în baza directivei 92/43 din 1992 referitoare la conservarea habitatelor naturale și a faunei și florei sălbatice pentru a proteja 4 specii de animale.

## Biodiversitate
Situată în ecoregiunea mediteraneană, aria protejată conține 4 habitate naturale: Straturi cu Posidonia (Posidonion oceanicae), Bancuri de nisip acoperite în permanență slab de apă marină, Vegetație anuală la limita mareei, Recifuri.
La baza desemnării sitului se află mai multe specii protejate:
- mamifere (1): delfin mare (Tursiops truncatus)
- pești (2): Alosa fallax, Petromyzon marinus
- reptile (1): Caretta caretta

Pe lângă speciile protejate, pe teritoriul sitului au mai fost identificate 4 specii de nevertebrate, 2 specii de pești.